# Stenosigma imitans
Stenosigma imitans är en stekelart som först beskrevs av Adolpho Ducke 1911.  Stenosigma imitans ingår i släktet Stenosigma och familjen Eumenidae. Inga underarter finns listade i Catalogue of Life.